# Collegio elettorale di Roma I (Regno d'Italia)
Il collegio elettorale di Roma (o di Roma I) è stato un collegio elettorale uninominale e di lista del Regno d'Italia per l'elezione della Camera dei deputati.

## Storia
Il collegio uninominale venne istituito, insieme ad altri 14, tramite regio decreto 6 novembre 1870, n. 5985, aggiungendosi ai 443 collegi già creati nel 1861 e ai 50 aggiunti nel 1866.
Successivamente divenne collegio plurinominale tramite regio decreto 24 settembre 1882, n. 999, in seguito alla riforma che stabilì complessivamente 135 collegi elettorali.
Tornò poi ad essere un collegio uninominale tramite regio decreto 14 giugno 1891, n. 280, in seguito alla riforma che stabilì complessivamente 508 collegi elettorali.
In seguito divenne un collegio con scrutinio di lista con sistema proporzionale tramite regio decreto 10 settembre 1919, n. 1576, in seguito alla riforma che definì 54 collegi elettorali.
Il numero di collegi fu ridotto tramite regio decreto 2 aprile 1921, n. 320, in seguito alla riforma che definì 40 collegi elettorali.
Fu soppresso definitivamente con l'istituzione del collegio unico nazionale tramite regio decreto del 13 dicembre 1923, n. 2694.
| Legislature           | VIII | IX   | X    | XI   | XII  | XIII | XIV  | XV   | XVI  | XVII | XVIII | XIX  | XX   | XXI  | XXII | XXIII | XXIV | XXV  | XXVI | XXVII | XXVIII | XXIX | XXX  |
| --------------------- | ---- | ---- | ---- | ---- | ---- | ---- | ---- | ---- | ---- | ---- | ----- | ---- | ---- | ---- | ---- | ----- | ---- | ---- | ---- | ----- | ------ | ---- | ---- |
| Elezioni              | 1861 | 1865 | 1867 | 1870 | 1874 | 1876 | 1880 | 1882 | 1886 | 1890 | 1892  | 1895 | 1897 | 1900 | 1904 | 1909  | 1913 | 1919 | 1921 | 1924  | 1929   | 1934 | 1939 |
| Deputati nel collegio |      |      |      | 1    | 1    | 1    | 1    | 5    | 5    | 5    | 1     | 1    | 1    | 1    | 1    | 1     | 1    | 15   | 15   |       |        |      |      |
|                       |      |      |      |      |      |      |      |      |      |      |       |      |      |      |      |       |      |      |      |       |        |      |      |
| Totale eletti         | 443  | 493  | 493  | 508  | 508  | 508  | 508  | 508  | 508  | 508  | 508   | 508  | 508  | 508  | 508  | 508   | 508  | 508  | 535  | 535   | 400    | 400  |      |
| Numero collegi        | 443  | 493  | 493  | 508  | 508  | 508  | 508  | 135  | 135  | 135  | 508   | 508  | 508  | 508  | 508  | 508   | 508  | 54   | 40   | 15    | 1      | 1    |      |

## Territorio
Nel 1882 il collegio Roma I con capoluogo Roma era costituito dai comuni di Roma, Mentana, Monterotondo e dal mandamento di Castelnuovo di Porto del circondario di Roma.
Nel 1919 Roma divenne capoluogo del collegio comprendente l'intera provincia; nel 1921 l'estensione del collegio rimase inalterata.

## Eletti
| Elezione                  | Elezione    | Deputato             | Partito                  |
| ------------------------- | ----------- | -------------------- | ------------------------ |
|                           | 1870        | Vincenzo Tittoni     | Destra storica           |
|                           | 1874        | Giuseppe Garibaldi   | Estrema sinistra storica |
| 1876                      |             | Giuseppe Garibaldi   | Estrema sinistra storica |
| 1880                      |             | Giuseppe Garibaldi   | Estrema sinistra storica |
|                           | luglio 1882 | Pietro Pericoli      | Sinistra storica         |
| (1882–1892) Plurinominale |             |                      |                          |
|                           | 1892        | Giuseppe Ostini      | Sinistra storica         |
|                           | 1895        | Pilade Mazza         | Radicale                 |
| 1897                      |             | Pilade Mazza         | Radicale                 |
|                           | 1900        | Pilade Mazza         | Repubblicano             |
|                           | 1904        | Raffaello Giovagnoli | Sinistra storica         |
|                           | 1909        | Pilade Mazza         | Repubblicano             |
|                           | 1910        | Antonino Campanozzi  | Socialista               |
|                           | 1913        | Luigi Federzoni      | Nazionalista             |
| (1919–1923) Plurinominale |             |                      |                          |

## Dati elettorali
Nel collegio si svolsero elezioni per sedici legislature.

### XI legislatura
Le votazioni si svolsero in 508 collegi uninominali a doppio turno con la normativa del 1860 (al primo turno un numero di voti maggiore di un terzo degli iscritti al voto).
| Partito                            | Partito                            | Candidato                          | Primo turno 20 novembre 1870 | Primo turno 20 novembre 1870 | Ballottaggio 27 novembre 1870 | Ballottaggio 27 novembre 1870 |
| Partito                            | Partito                            | Candidato                          | Voti                         | %                            | Voti                          | %                             |
| ---------------------------------- | ---------------------------------- | ---------------------------------- | ---------------------------- | ---------------------------- | ----------------------------- | ----------------------------- |
|                                    | —                                  | Vincenzo Tittoni                   | 370                          | 74,15                        | 323                           | 71,62                         |
|                                    | —                                  | Biagio Placidi                     | 129                          | 25,85                        | 128                           | 28,38                         |
|                                    |                                    |                                    |                              |                              |                               |                               |
| Iscritti                           | Iscritti                           | Iscritti                           | 1 390                        | 100,00                       | 1 390                         | 100,00                        |
| ↳ Votanti (% su iscritti)          | ↳ Votanti (% su iscritti)          | ↳ Votanti (% su iscritti)          | 573                          | 41,22                        | 453                           | 32,59                         |
| ↳ Voti validi (% su votanti)       | ↳ Voti validi (% su votanti)       | ↳ Voti validi (% su votanti)       | 499                          | 87,09                        | 451                           | 99,56                         |
| ↳ Schede non valide (% su votanti) | ↳ Schede non valide (% su votanti) | ↳ Schede non valide (% su votanti) | 74                           | 12,91                        | 2                             | 0,44                          |
| ↳ Astenuti (% su iscritti)         | ↳ Astenuti (% su iscritti)         | ↳ Astenuti (% su iscritti)         | 817                          | 58,78                        | 937                           | 67,41                         |

### XII legislatura
Le votazioni si svolsero in 508 collegi uninominali a doppio turno con la normativa del 1860 (al primo turno un numero di voti maggiore di un terzo degli iscritti al voto).
| Partito                            | Partito                            | Candidato                          | Primo turno 8 novembre 1874 | Primo turno 8 novembre 1874 | Ballottaggio 15 novembre 1874 | Ballottaggio 15 novembre 1874 |
| Partito                            | Partito                            | Candidato                          | Voti                        | %                           | Voti                          | %                             |
| ---------------------------------- | ---------------------------------- | ---------------------------------- | --------------------------- | --------------------------- | ----------------------------- | ----------------------------- |
|                                    | —                                  | Giuseppe Garibaldi                 | 474                         | 63,45                       | 509                           | 61,25                         |
|                                    | —                                  | Vincenzo Tittoni                   | 273                         | 36,55                       | 322                           | 38,75                         |
|                                    |                                    |                                    |                             |                             |                               |                               |
| Iscritti                           | Iscritti                           | Iscritti                           | 1 849                       | 100,00                      | 1 849                         | 100,00                        |
| ↳ Votanti (% su iscritti)          | ↳ Votanti (% su iscritti)          | ↳ Votanti (% su iscritti)          | 783                         | 42,35                       | 849                           | 45,92                         |
| ↳ Voti validi (% su votanti)       | ↳ Voti validi (% su votanti)       | ↳ Voti validi (% su votanti)       | 747                         | 95,40                       | 831                           | 97,88                         |
| ↳ Schede non valide (% su votanti) | ↳ Schede non valide (% su votanti) | ↳ Schede non valide (% su votanti) | 36                          | 4,60                        | 18                            | 2,12                          |
| ↳ Astenuti (% su iscritti)         | ↳ Astenuti (% su iscritti)         | ↳ Astenuti (% su iscritti)         | 1 066                       | 57,65                       | 1 000                         | 54,08                         |

### XIII legislatura
Le votazioni si svolsero in 508 collegi uninominali a doppio turno con la normativa del 1860 (al primo turno un numero di voti maggiore di un terzo degli iscritti al voto).
| Partito                            | Partito                            | Candidato                          | Primo turno 5 novembre 1876 | Primo turno 5 novembre 1876 | Ballottaggio 12 novembre 1876 | Ballottaggio 12 novembre 1876 |
| Partito                            | Partito                            | Candidato                          | Voti                        | %                           | Voti                          | %                             |
| ---------------------------------- | ---------------------------------- | ---------------------------------- | --------------------------- | --------------------------- | ----------------------------- | ----------------------------- |
|                                    | —                                  | Giuseppe Garibaldi                 | 594                         | 99,17                       | 529                           | 99,25                         |
|                                    | —                                  | Francesco Ratti                    | 5                           | 0,83                        | 4                             | 0,75                          |
|                                    |                                    |                                    |                             |                             |                               |                               |
| Iscritti                           | Iscritti                           | Iscritti                           | 2 144                       | 100,00                      | 2 144                         | 100,00                        |
| ↳ Votanti (% su iscritti)          | ↳ Votanti (% su iscritti)          | ↳ Votanti (% su iscritti)          | 618                         | 28,82                       | 541                           | 25,23                         |
| ↳ Voti validi (% su votanti)       | ↳ Voti validi (% su votanti)       | ↳ Voti validi (% su votanti)       | 599                         | 96,93                       | 533                           | 98,52                         |
| ↳ Schede non valide (% su votanti) | ↳ Schede non valide (% su votanti) | ↳ Schede non valide (% su votanti) | 19                          | 3,07                        | 8                             | 1,48                          |
| ↳ Astenuti (% su iscritti)         | ↳ Astenuti (% su iscritti)         | ↳ Astenuti (% su iscritti)         | 1 526                       | 71,18                       | 1 603                         | 74,77                         |

### XIV legislatura
Le votazioni si svolsero in 508 collegi uninominali a doppio turno con la normativa del 1860 (al primo turno un numero di voti maggiore di un terzo degli iscritti al voto).
| Partito                            | Partito                            | Candidato                          | Primo turno 16 maggio 1880 | Primo turno 16 maggio 1880 | Ballottaggio 23 maggio 1880 | Ballottaggio 23 maggio 1880 |
| Partito                            | Partito                            | Candidato                          | Voti                       | %                          | Voti                        | %                           |
| ---------------------------------- | ---------------------------------- | ---------------------------------- | -------------------------- | -------------------------- | --------------------------- | --------------------------- |
|                                    | —                                  | Giuseppe Garibaldi                 | 440                        | 99,10                      | 402                         | 97,81                       |
|                                    | —                                  | Guido Baccelli                     | 4                          | 0,90                       | 9                           | 2,19                        |
|                                    |                                    |                                    |                            |                            |                             |                             |
| Iscritti                           | Iscritti                           | Iscritti                           | 2 243                      | 100,00                     | 2 243                       | 100,00                      |
| ↳ Votanti (% su iscritti)          | ↳ Votanti (% su iscritti)          | ↳ Votanti (% su iscritti)          | 478                        | 21,31                      | 418                         | 18,64                       |
| ↳ Voti validi (% su votanti)       | ↳ Voti validi (% su votanti)       | ↳ Voti validi (% su votanti)       | 444                        | 92,89                      | 411                         | 98,33                       |
| ↳ Schede non valide (% su votanti) | ↳ Schede non valide (% su votanti) | ↳ Schede non valide (% su votanti) | 34                         | 7,11                       | 7                           | 1,67                        |
| ↳ Astenuti (% su iscritti)         | ↳ Astenuti (% su iscritti)         | ↳ Astenuti (% su iscritti)         | 1 765                      | 78,69                      | 1 825                       | 81,36                       |

Il collegio fu rinconvocato in seguito alla morte di Garibaldi il 2 giugno 1882.
| Partito                            | Partito                            | Candidato                          | Primo turno 9 luglio 1882 | Primo turno 9 luglio 1882 | Ballottaggio 16 luglio 1882 | Ballottaggio 16 luglio 1882 |
| Partito                            | Partito                            | Candidato                          | Voti                      | %                         | Voti                        | %                           |
| ---------------------------------- | ---------------------------------- | ---------------------------------- | ------------------------- | ------------------------- | --------------------------- | --------------------------- |
|                                    | —                                  | Pietro Pericoli                    | 405                       | 66,72                     | 481                         | 71,90                       |
|                                    | —                                  | Agostino Bertani                   | 202                       | 33,28                     | 188                         | 28,10                       |
|                                    |                                    |                                    |                           |                           |                             |                             |
| Iscritti                           | Iscritti                           | Iscritti                           | 2 681                     | 100,00                    | 2 681                       | 100,00                      |
| ↳ Votanti (% su iscritti)          | ↳ Votanti (% su iscritti)          | ↳ Votanti (% su iscritti)          | 642                       | 23,95                     | 678                         | 25,29                       |
| ↳ Voti validi (% su votanti)       | ↳ Voti validi (% su votanti)       | ↳ Voti validi (% su votanti)       | 607                       | 94,55                     | 669                         | 98,67                       |
| ↳ Schede non valide (% su votanti) | ↳ Schede non valide (% su votanti) | ↳ Schede non valide (% su votanti) | 35                        | 5,45                      | 9                           | 1,33                        |
| ↳ Astenuti (% su iscritti)         | ↳ Astenuti (% su iscritti)         | ↳ Astenuti (% su iscritti)         | 2 039                     | 76,05                     | 2 003                       | 74,71                       |

### XV legislatura
Le votazioni si svolsero in 135 collegi plurinominali a doppio turno. Come previsto dalla legge elettorale politica del 24 settembre 1882, erano eletti al primo turno i candidati che «hanno ottenuto il maggior numero di voti, purché questo numero oltrepassi l'ottavo del numero degli elettori iscritti» (art. 74) secondo il numero di deputati previsto per il collegio; se il numero di eletti era inferiore al numero di deputati, il ballottaggio era tra i non eletti (in numero doppio rispetto ai deputati ancora da eleggere) che avevano il maggior numero di voti (art. 75) ed era eletto chi otteneva il maggior numero di voti nella seconda votazione (art. 77) oppure, in caso di ugual numero di voti, il maggiore d'età (art. 78).
| Partito                                  | Partito                    | Candidato                  | Risultati 29 ottobre 1882 | Risultati 29 ottobre 1882 |
| Partito                                  | Partito                    | Candidato                  | Voti                      | %                         |
| ---------------------------------------- | -------------------------- | -------------------------- | ------------------------- | ------------------------- |
|                                          | —                          | Guido Baccelli             | 7 765                     | 71,26                     |
|                                          | —                          | Luigi Pianciani            | 5 972                     | 54,81                     |
|                                          | —                          | Gian Domenico Corazzi      | 4 102                     | 37,65                     |
|                                          | —                          | Francesco Coccapieller     | 3 864                     | 35,46                     |
|                                          | —                          | Augusto Lorenzini*         | 2 731                     | 25,06                     |
|                                          | —                          | Pietro Pericoli*           | 1 805                     | 16,57                     |
|                                          | —                          | Augusto Castellani         | 1 800                     | 16,52                     |
|                                          | —                          | Onorato Caetani            | 1 733                     | 15,90                     |
|                                          | —                          | Francesco Ratti            | 1 604                     | 14,72                     |
|                                          | —                          | Agostino Bertani           | 1 538                     | 14,12                     |
|                                          | —                          | Federico Zuccari           | 1 168                     | 10,72                     |
|                                          | —                          | Ricciotti Garibaldi        | 1 097                     | 10,07                     |
|                                          | —                          | Uriele Cavagnari           | 1 027                     | 9,43                      |
|                                          | —                          | Luigi Celli                | 1 005                     | 9,22                      |
|                                          | —                          | Ettore Ferrari             | 899                       | 8,25                      |
|                                          | —                          | Luigi Masseroli            | 519                       | 4,76                      |
|                                          | —                          | Biagio D'Orazio            | 414                       | 3,80                      |
|                                          | —                          | Mario Moretti              | 127                       | 1,17                      |
|                                          |                            |                            |                           |                           |
| Iscritti                                 | Iscritti                   | Iscritti                   | 26 176                    | 100,00                    |
| ↳ Votanti (% su iscritti)                | ↳ Votanti (% su iscritti)  | ↳ Votanti (% su iscritti)  | 10 896                    | 41,63                     |
| ↳ Astenuti (% su iscritti)               | ↳ Astenuti (% su iscritti) | ↳ Astenuti (% su iscritti) | 15 280                    | 58,37                     |
|                                          |                            |                            |                           |                           |
| (*) I candidati accedono al ballottaggio |                            |                            |                           |                           |

| Partito                            | Partito                            | Candidato                          | Risultati 5 novembre 1882 | Risultati 5 novembre 1882 |
| Partito                            | Partito                            | Candidato                          | Voti                      | %                         |
| ---------------------------------- | ---------------------------------- | ---------------------------------- | ------------------------- | ------------------------- |
|                                    | —                                  | Augusto Lorenzini                  | 2 822                     | 62,49                     |
|                                    | —                                  | Pietro Pericoli                    | 1 694                     | 37,51                     |
|                                    |                                    |                                    |                           |                           |
| Iscritti                           | Iscritti                           | Iscritti                           | 26 176                    | 100,00                    |
| ↳ Votanti (% su iscritti)          | ↳ Votanti (% su iscritti)          | ↳ Votanti (% su iscritti)          | 4 649                     | 17,76                     |
| ↳ Voti validi (% su votanti)       | ↳ Voti validi (% su votanti)       | ↳ Voti validi (% su votanti)       | 4 516                     | 97,14                     |
| ↳ Schede non valide (% su votanti) | ↳ Schede non valide (% su votanti) | ↳ Schede non valide (% su votanti) | 133                       | 2,86                      |
| ↳ Astenuti (% su iscritti)         | ↳ Astenuti (% su iscritti)         | ↳ Astenuti (% su iscritti)         | 21 527                    | 82,24                     |

Il 29 gennaio 1883 viene annullata l'elezione di Lorenzini e viene proclamato il ballottaggio tra Lorenzini e Caetani, attribuendo a quest'ultimo 1976 voti i quali superano quelli ottenuti nella prima votazione da Pericoli.
| Partito                            | Partito                            | Candidato                          | Risultati 25 febbraio 1883 | Risultati 25 febbraio 1883 |
| Partito                            | Partito                            | Candidato                          | Voti                       | %                          |
| ---------------------------------- | ---------------------------------- | ---------------------------------- | -------------------------- | -------------------------- |
|                                    | —                                  | Augusto Lorenzini                  | 2 523                      | 59,97                      |
|                                    | —                                  | Onorato Caetani                    | 1 684                      | 40,03                      |
|                                    |                                    |                                    |                            |                            |
| Iscritti                           | Iscritti                           | Iscritti                           | 26 176                     | 100,00                     |
| ↳ Votanti (% su iscritti)          | ↳ Votanti (% su iscritti)          | ↳ Votanti (% su iscritti)          | 4 265                      | 16,29                      |
| ↳ Voti validi (% su votanti)       | ↳ Voti validi (% su votanti)       | ↳ Voti validi (% su votanti)       | 4 207                      | 98,64                      |
| ↳ Schede non valide (% su votanti) | ↳ Schede non valide (% su votanti) | ↳ Schede non valide (% su votanti) | 58                         | 1,36                       |
| ↳ Astenuti (% su iscritti)         | ↳ Astenuti (% su iscritti)         | ↳ Astenuti (% su iscritti)         | 21 911                     | 83,71                      |

Il collegio fu riconvocato in seguito alle dimissioni del deputato Lorenzini il 27 aprile 1883.
Il collegio fu riconvocato in seguito alle dimissioni del deputato Coccapieller il 9 giugno 1883.
| Partito                            | Partito                            | Candidato                          | Risultati 1 luglio 1883 | Risultati 1 luglio 1883 |
| Partito                            | Partito                            | Candidato                          | Voti                    | %                       |
| ---------------------------------- | ---------------------------------- | ---------------------------------- | ----------------------- | ----------------------- |
|                                    | —                                  | Leopoldo Torlonia                  | 4 560                   | 64,17                   |
|                                    | —                                  | Francesco Coccapieller             | 2 546                   | 35,83                   |
|                                    |                                    |                                    |                         |                         |
| Iscritti                           | Iscritti                           | Iscritti                           | 25 682                  | 100,00                  |
| ↳ Votanti (% su iscritti)          | ↳ Votanti (% su iscritti)          | ↳ Votanti (% su iscritti)          | 7 326                   | 28,53                   |
| ↳ Voti validi (% su votanti)       | ↳ Voti validi (% su votanti)       | ↳ Voti validi (% su votanti)       | 7 106                   | 97,00                   |
| ↳ Schede non valide (% su votanti) | ↳ Schede non valide (% su votanti) | ↳ Schede non valide (% su votanti) | 220                     | 3,00                    |
| ↳ Astenuti (% su iscritti)         | ↳ Astenuti (% su iscritti)         | ↳ Astenuti (% su iscritti)         | 18 356                  | 71,47                   |

Il 20 giugno 1883 viene sorteggiato il deputato Corazzi perché era completo il numero dei deputati impiegati.
Il 1º dicembre 1883 viene annullata l'elezione del deputato Torlonia.
| Partito                            | Partito                            | Candidato                          | Risultati 30 dicembre 1883 | Risultati 30 dicembre 1883 |
| Partito                            | Partito                            | Candidato                          | Voti                       | %                          |
| ---------------------------------- | ---------------------------------- | ---------------------------------- | -------------------------- | -------------------------- |
|                                    | —                                  | Leopoldo Torlonia                  | 3 533                      | 71,88                      |
|                                    | —                                  | Francesco Coccapieller             | 1 382                      | 28,12                      |
|                                    |                                    |                                    |                            |                            |
| Iscritti                           | Iscritti                           | Iscritti                           | 26 381                     | 100,00                     |
| ↳ Votanti (% su iscritti)          | ↳ Votanti (% su iscritti)          | ↳ Votanti (% su iscritti)          | 5 036                      | 19,09                      |
| ↳ Voti validi (% su votanti)       | ↳ Voti validi (% su votanti)       | ↳ Voti validi (% su votanti)       | 4 915                      | 97,60                      |
| ↳ Schede non valide (% su votanti) | ↳ Schede non valide (% su votanti) | ↳ Schede non valide (% su votanti) | 121                        | 2,40                       |
| ↳ Astenuti (% su iscritti)         | ↳ Astenuti (% su iscritti)         | ↳ Astenuti (% su iscritti)         | 21 345                     | 80,91                      |

### XVI legislatura
Le votazioni si svolsero in 135 collegi plurinominali a doppio turno con la normativa del 1882 (al primo turno un numero di voti maggiore di un ottavo degli iscritti al voto).
Il 28 giugno 1886 il deputato Cairoli opta per il collegio di Pavia.
| Partito                            | Partito                            | Candidato                          | Primo turno 25 luglio 1886 | Primo turno 25 luglio 1886 | Ballottaggio 1 agosto 1886 | Ballottaggio 1 agosto 1886 |
| Partito                            | Partito                            | Candidato                          | Voti                       | %                          | Voti                       | %                          |
| ---------------------------------- | ---------------------------------- | ---------------------------------- | -------------------------- | -------------------------- | -------------------------- | -------------------------- |
|                                    | —                                  | Francesco Coccapieller             | 2 471                      | 34,71                      | 4 316                      | 51,04                      |
|                                    | —                                  | Fabrizio Colonna Avella            | 3 211                      | 45,10                      | 4 140                      | 48,96                      |
|                                    | —                                  | Raffaello Giovagnoli               | 792                        | 11,13                      |                            |                            |
|                                    | —                                  | Federico Zuccari                   | 645                        | 9,06                       |                            |                            |
|                                    |                                    |                                    |                            |                            |                            |                            |
| Iscritti                           | Iscritti                           | Iscritti                           | 25 879                     | 100,00                     | 25 879                     | 100,00                     |
| ↳ Votanti (% su iscritti)          | ↳ Votanti (% su iscritti)          | ↳ Votanti (% su iscritti)          | 7 242                      | 27,98                      | 8 514                      | 32,90                      |
| ↳ Voti validi (% su votanti)       | ↳ Voti validi (% su votanti)       | ↳ Voti validi (% su votanti)       | 7 119                      | 98,30                      | 8 456                      | 99,32                      |
| ↳ Schede non valide (% su votanti) | ↳ Schede non valide (% su votanti) | ↳ Schede non valide (% su votanti) | 123                        | 1,70                       | 58                         | 0,68                       |
| ↳ Astenuti (% su iscritti)         | ↳ Astenuti (% su iscritti)         | ↳ Astenuti (% su iscritti)         | 18 637                     | 72,02                      | 17 365                     | 67,10                      |

Il 18 aprile 1887 si dimette il deputato Torlonia.
L'11 ottobre 1888 il deputato Siacci viene promosso a tenente colonnello.
| Partito                            | Partito                            | Candidato                          | Primo turno 25 novembre 1888 | Primo turno 25 novembre 1888 | Ballottaggio 2 dicembre 1888 | Ballottaggio 2 dicembre 1888 |
| Partito                            | Partito                            | Candidato                          | Voti                         | %                            | Voti                         | %                            |
| ---------------------------------- | ---------------------------------- | ---------------------------------- | ---------------------------- | ---------------------------- | ---------------------------- | ---------------------------- |
|                                    | —                                  | Francesco Siacci                   | 3 332                        | 74,42                        | 4 708                        | 76,57                        |
|                                    | —                                  | Giovanni Battista Avellone         | 773                          | 17,27                        | 1 441                        | 23,43                        |
|                                    | —                                  | Pietro Sbarbaro                    | 271                          | 6,05                         |                              |                              |
|                                    | —                                  | Raffaello Giovagnoli               | 101                          | 2,26                         |                              |                              |
|                                    |                                    |                                    |                              |                              |                              |                              |
| Iscritti                           | Iscritti                           | Iscritti                           | 28 109                       | 100,00                       | 28 109                       | 100,00                       |
| ↳ Votanti (% su iscritti)          | ↳ Votanti (% su iscritti)          | ↳ Votanti (% su iscritti)          | 4 782                        | 17,01                        | 6 222                        | 22,14                        |
| ↳ Voti validi (% su votanti)       | ↳ Voti validi (% su votanti)       | ↳ Voti validi (% su votanti)       | 4 477                        | 93,62                        | 6 149                        | 98,83                        |
| ↳ Schede non valide (% su votanti) | ↳ Schede non valide (% su votanti) | ↳ Schede non valide (% su votanti) | 305                          | 6,38                         | 73                           | 1,17                         |
| ↳ Astenuti (% su iscritti)         | ↳ Astenuti (% su iscritti)         | ↳ Astenuti (% su iscritti)         | 23 327                       | 82,99                        | 21 887                       | 77,86                        |

Il 22 dicembre 1888 l'elezione del deputato Siacci viene annullata per ineleggibilità.
| Partito                            | Partito                            | Candidato                          | Risultati 29 gennaio 1889 | Risultati 29 gennaio 1889 |
| Partito                            | Partito                            | Candidato                          | Voti                      | %                         |
| ---------------------------------- | ---------------------------------- | ---------------------------------- | ------------------------- | ------------------------- |
|                                    | —                                  | Francesco Siacci                   | 4 367                     | 58,54                     |
|                                    | —                                  | Federico Zuccari                   | 3 093                     | 41,46                     |
|                                    |                                    |                                    |                           |                           |
| Iscritti                           | Iscritti                           | Iscritti                           | 28 014                    | 100,00                    |
| ↳ Votanti (% su iscritti)          | ↳ Votanti (% su iscritti)          | ↳ Votanti (% su iscritti)          | 7 604                     | 27,14                     |
| ↳ Voti validi (% su votanti)       | ↳ Voti validi (% su votanti)       | ↳ Voti validi (% su votanti)       | 7 460                     | 98,11                     |
| ↳ Schede non valide (% su votanti) | ↳ Schede non valide (% su votanti) | ↳ Schede non valide (% su votanti) | 144                       | 1,89                      |
| ↳ Astenuti (% su iscritti)         | ↳ Astenuti (% su iscritti)         | ↳ Astenuti (% su iscritti)         | 20 410                    | 72,86                     |

Il 3 luglio 1890 si dimette il deputato Garibaldi.

### XVII legislatura
Le votazioni si svolsero in 135 collegi plurinominali a doppio turno con la normativa del 1882 (al primo turno un numero di voti maggiore di un ottavo degli iscritti al voto).
| Partito                    | Partito                    | Candidato                  | Risultati 23 novembre 1890 | Risultati 23 novembre 1890 |
| Partito                    | Partito                    | Candidato                  | Voti                       | %                          |
| -------------------------- | -------------------------- | -------------------------- | -------------------------- | -------------------------- |
|                            | —                          | Guido Baccelli             | 7 154                      | 58,77                      |
|                            | —                          | Pietro Antonelli           | 6 557                      | 53,87                      |
|                            | —                          | Francesco Siacci           | 6 483                      | 53,26                      |
|                            | —                          | Luigi Simonetti            | 5 150                      | 42,31                      |
|                            | —                          | Salvatore Barzilai         | 4 771                      | 39,20                      |
|                            | —                          | Baldassarre Odescalchi     | 4 431                      | 36,40                      |
|                            | —                          | Vincenzo Montenovesi       | 3 027                      | 24,87                      |
|                            | —                          | Francesco Coccapieller     | 965                        | 7,93                       |
|                            |                            |                            |                            |                            |
| Iscritti                   | Iscritti                   | Iscritti                   | 29 188                     | 100,00                     |
| ↳ Votanti (% su iscritti)  | ↳ Votanti (% su iscritti)  | ↳ Votanti (% su iscritti)  | 12 172                     | 41,70                      |
| ↳ Astenuti (% su iscritti) | ↳ Astenuti (% su iscritti) | ↳ Astenuti (% su iscritti) | 17 016                     | 58,30                      |

Il 27 giugno 1891 il deputato Baccelli viene sorteggiato per eccedenza nel numero di deputati professori.
| Partito                            | Partito                            | Candidato                          | Risultati 19 luglio 1891 | Risultati 19 luglio 1891 |
| Partito                            | Partito                            | Candidato                          | Voti                     | %                        |
| ---------------------------------- | ---------------------------------- | ---------------------------------- | ------------------------ | ------------------------ |
|                                    | —                                  | Guido Baccelli                     | 4 431                    | 89,86                    |
|                                    | —                                  | Pietro Sbarbaro                    | 500                      | 10,14                    |
|                                    |                                    |                                    |                          |                          |
| Iscritti                           | Iscritti                           | Iscritti                           | 28 789                   | 100,00                   |
| ↳ Votanti (% su iscritti)          | ↳ Votanti (% su iscritti)          | ↳ Votanti (% su iscritti)          | 5 002                    | 17,37                    |
| ↳ Voti validi (% su votanti)       | ↳ Voti validi (% su votanti)       | ↳ Voti validi (% su votanti)       | 4 931                    | 98,58                    |
| ↳ Schede non valide (% su votanti) | ↳ Schede non valide (% su votanti) | ↳ Schede non valide (% su votanti) | 71                       | 1,42                     |
| ↳ Astenuti (% su iscritti)         | ↳ Astenuti (% su iscritti)         | ↳ Astenuti (% su iscritti)         | 23 787                   | 82,63                    |

### XVIII legislatura
Le votazioni si svolsero in 508 collegi uninominali a doppio turno. Come previsto dalla legge elettorale politica del 28 giugno 1892, era eletto al primo turno il candidato che «ha ottenuto un numero di voti maggiore del sesto del numero totale degli elettori iscritti nella lista del collegio e più della metà dei suffragi dati dai votanti» escludendo le schede nulle (art. 74). Se nessun candidato era eletto, al ballottaggio tra i due candidati con più voti (art. 75) era eletto chi otteneva il maggior numero di voti oppure, in caso di ugual numero di voti, il maggiore d'età (art. 77).
| Partito                            | Partito                            | Candidato                          | Risultati 6 novembre 1892 | Risultati 6 novembre 1892 |
| Partito                            | Partito                            | Candidato                          | Voti                      | %                         |
| ---------------------------------- | ---------------------------------- | ---------------------------------- | ------------------------- | ------------------------- |
|                                    | —                                  | Giuseppe Ostini                    | 907                       | 62,64                     |
|                                    | —                                  | Rinaldo Roseo                      | 541                       | 37,36                     |
|                                    |                                    |                                    |                           |                           |
| Iscritti                           | Iscritti                           | Iscritti                           | 4 336                     | 100,00                    |
| ↳ Votanti (% su iscritti)          | ↳ Votanti (% su iscritti)          | ↳ Votanti (% su iscritti)          | 1 530                     | 35,29                     |
| ↳ Voti validi (% su votanti)       | ↳ Voti validi (% su votanti)       | ↳ Voti validi (% su votanti)       | 1 448                     | 94,64                     |
| ↳ Schede non valide (% su votanti) | ↳ Schede non valide (% su votanti) | ↳ Schede non valide (% su votanti) | 82                        | 5,36                      |
| ↳ Astenuti (% su iscritti)         | ↳ Astenuti (% su iscritti)         | ↳ Astenuti (% su iscritti)         | 2 806                     | 64,71                     |

### XIX legislatura
Le votazioni si svolsero in 508 collegi uninominali a doppio turno con la normativa del 1892 (al primo turno un numero di voti maggiore di un sesto degli iscritti al voto).
| Partito                            | Partito                            | Candidato                          | Risultati 26 maggio 1895 | Risultati 26 maggio 1895 |
| Partito                            | Partito                            | Candidato                          | Voti                     | %                        |
| ---------------------------------- | ---------------------------------- | ---------------------------------- | ------------------------ | ------------------------ |
|                                    | Radicale                           | Pilade Mazza                       | 836                      | 56,03                    |
|                                    | —                                  | Giuseppe Ostini                    | 656                      | 43,97                    |
|                                    |                                    |                                    |                          |                          |
| Iscritti                           | Iscritti                           | Iscritti                           | 3 387                    | 100,00                   |
| ↳ Votanti (% su iscritti)          | ↳ Votanti (% su iscritti)          | ↳ Votanti (% su iscritti)          | 1 612                    | 47,59                    |
| ↳ Voti validi (% su votanti)       | ↳ Voti validi (% su votanti)       | ↳ Voti validi (% su votanti)       | 1 492                    | 92,56                    |
| ↳ Schede non valide (% su votanti) | ↳ Schede non valide (% su votanti) | ↳ Schede non valide (% su votanti) | 120                      | 7,44                     |
| ↳ Astenuti (% su iscritti)         | ↳ Astenuti (% su iscritti)         | ↳ Astenuti (% su iscritti)         | 1 775                    | 52,41                    |

### XX legislatura
Le votazioni si svolsero in 508 collegi uninominali a doppio turno con la normativa del 1892 (al primo turno un numero di voti maggiore di un sesto degli iscritti al voto).
| Partito                            | Partito                            | Candidato                          | Risultati 21 marzo 1897 | Risultati 21 marzo 1897 |
| Partito                            | Partito                            | Candidato                          | Voti                    | %                       |
| ---------------------------------- | ---------------------------------- | ---------------------------------- | ----------------------- | ----------------------- |
|                                    | Radicale                           | Pilade Mazza                       | 952                     | 57,94                   |
|                                    | —                                  | Enrico Galluppi                    | 597                     | 36,34                   |
|                                    | —                                  | Gabriele Galantara                 | 94                      | 5,72                    |
|                                    |                                    |                                    |                         |                         |
| Iscritti                           | Iscritti                           | Iscritti                           | 3 437                   | 100,00                  |
| ↳ Votanti (% su iscritti)          | ↳ Votanti (% su iscritti)          | ↳ Votanti (% su iscritti)          | 1 687                   | 49,08                   |
| ↳ Voti validi (% su votanti)       | ↳ Voti validi (% su votanti)       | ↳ Voti validi (% su votanti)       | 1 643                   | 97,39                   |
| ↳ Schede non valide (% su votanti) | ↳ Schede non valide (% su votanti) | ↳ Schede non valide (% su votanti) | 44                      | 2,61                    |
| ↳ Astenuti (% su iscritti)         | ↳ Astenuti (% su iscritti)         | ↳ Astenuti (% su iscritti)         | 1 750                   | 50,92                   |

### XXI legislatura
Le votazioni si svolsero in 508 collegi uninominali a doppio turno con la normativa del 1892 (al primo turno un numero di voti maggiore di un sesto degli iscritti al voto).
| Partito                            | Partito                            | Candidato                          | Risultati 3 giugno 1900 | Risultati 3 giugno 1900 |
| Partito                            | Partito                            | Candidato                          | Voti                    | %                       |
| ---------------------------------- | ---------------------------------- | ---------------------------------- | ----------------------- | ----------------------- |
|                                    | Repubblicano                       | Pilade Mazza                       | 1 113                   | 61,32                   |
|                                    | —                                  | Oreste Tommasini                   | 702                     | 38,68                   |
|                                    |                                    |                                    |                         |                         |
| Iscritti                           | Iscritti                           | Iscritti                           | 3 704                   | 100,00                  |
| ↳ Votanti (% su iscritti)          | ↳ Votanti (% su iscritti)          | ↳ Votanti (% su iscritti)          | 1 913                   | 51,65                   |
| ↳ Voti validi (% su votanti)       | ↳ Voti validi (% su votanti)       | ↳ Voti validi (% su votanti)       | 1 815                   | 94,88                   |
| ↳ Schede non valide (% su votanti) | ↳ Schede non valide (% su votanti) | ↳ Schede non valide (% su votanti) | 98                      | 5,12                    |
| ↳ Astenuti (% su iscritti)         | ↳ Astenuti (% su iscritti)         | ↳ Astenuti (% su iscritti)         | 1 791                   | 48,35                   |

### XXII legislatura
Le votazioni si svolsero in 508 collegi uninominali a doppio turno con la normativa del 1892 (al primo turno un numero di voti maggiore di un sesto degli iscritti al voto).
| Partito                            | Partito                            | Candidato                          | Primo turno 6 novembre 1904 | Primo turno 6 novembre 1904 | Ballottaggio 13 novembre 1904 | Ballottaggio 13 novembre 1904 |
| Partito                            | Partito                            | Candidato                          | Voti                        | %                           | Voti                          | %                             |
| ---------------------------------- | ---------------------------------- | ---------------------------------- | --------------------------- | --------------------------- | ----------------------------- | ----------------------------- |
|                                    | Repubblicano                       | Pilade Mazza                       | 953                         | 48,06                       | 1 284                         | 51,11                         |
|                                    | Ministeriale                       | Raffaello Giovagnoli               | 849                         | 42,81                       | 1 228                         | 48,89                         |
|                                    | —                                  | Rodolfo Cova                       | 181                         | 9,13                        |                               |                               |
|                                    |                                    |                                    |                             |                             |                               |                               |
| Iscritti                           | Iscritti                           | Iscritti                           | 4 064                       | 100,00                      | 4 064                         | 100,00                        |
| ↳ Votanti (% su iscritti)          | ↳ Votanti (% su iscritti)          | ↳ Votanti (% su iscritti)          | 2 081                       | 51,21                       | 2 642                         | 65,01                         |
| ↳ Voti validi (% su votanti)       | ↳ Voti validi (% su votanti)       | ↳ Voti validi (% su votanti)       | 1 983                       | 95,29                       | 2 512                         | 95,08                         |
| ↳ Schede non valide (% su votanti) | ↳ Schede non valide (% su votanti) | ↳ Schede non valide (% su votanti) | 98                          | 4,71                        | 130                           | 4,92                          |
| ↳ Astenuti (% su iscritti)         | ↳ Astenuti (% su iscritti)         | ↳ Astenuti (% su iscritti)         | 1 983                       | 48,79                       | 1 422                         | 34,99                         |

Il 7 aprile 1905 viene annullata l'elezione del deputato Mazza, a seguito di un riconteggio dei voti del ballottaggio.
| Partito                            | Partito                            | Candidato                          | Risultati 13 novembre 1904 | Risultati 13 novembre 1904 |
| Partito                            | Partito                            | Candidato                          | Voti                       | %                          |
| ---------------------------------- | ---------------------------------- | ---------------------------------- | -------------------------- | -------------------------- |
|                                    | Ministeriale                       | Raffaello Giovagnoli               | 1 301                      | 50,27                      |
|                                    | Repubblicano                       | Pilade Mazza                       | 1 287                      | 49,73                      |
|                                    |                                    |                                    |                            |                            |
| Iscritti                           | Iscritti                           | Iscritti                           | 4 064                      | 100,00                     |
| ↳ Votanti (% su iscritti)          | ↳ Votanti (% su iscritti)          | ↳ Votanti (% su iscritti)          | 2 642                      | 65,01                      |
| ↳ Voti validi (% su votanti)       | ↳ Voti validi (% su votanti)       | ↳ Voti validi (% su votanti)       | 2 588                      | 97,96                      |
| ↳ Schede non valide (% su votanti) | ↳ Schede non valide (% su votanti) | ↳ Schede non valide (% su votanti) | 54                         | 2,04                       |
| ↳ Astenuti (% su iscritti)         | ↳ Astenuti (% su iscritti)         | ↳ Astenuti (% su iscritti)         | 1 422                      | 34,99                      |

### XXIII legislatura
Le votazioni si svolsero in 508 collegi uninominali a doppio turno con la normativa del 1892 (al primo turno un numero di voti maggiore di un sesto degli iscritti al voto).
| Partito                            | Partito                            | Candidato                          | Risultati 7 marzo 1909 | Risultati 7 marzo 1909 |
| Partito                            | Partito                            | Candidato                          | Voti                   | %                      |
| ---------------------------------- | ---------------------------------- | ---------------------------------- | ---------------------- | ---------------------- |
|                                    | Repubblicano                       | Pilade Mazza                       | 1 713                  | 53,50                  |
|                                    | —                                  | Carlo Tenerani                     | 1 084                  | 33,85                  |
|                                    | —                                  | Raffaele Penso                     | 405                    | 12,65                  |
|                                    |                                    |                                    |                        |                        |
| Iscritti                           | Iscritti                           | Iscritti                           | 5 071                  | 100,00                 |
| ↳ Votanti (% su iscritti)          | ↳ Votanti (% su iscritti)          | ↳ Votanti (% su iscritti)          | 3 221                  | 63,52                  |
| ↳ Voti validi (% su votanti)       | ↳ Voti validi (% su votanti)       | ↳ Voti validi (% su votanti)       | 3 202                  | 99,41                  |
| ↳ Schede non valide (% su votanti) | ↳ Schede non valide (% su votanti) | ↳ Schede non valide (% su votanti) | 19                     | 0,59                   |
| ↳ Astenuti (% su iscritti)         | ↳ Astenuti (% su iscritti)         | ↳ Astenuti (% su iscritti)         | 1 850                  | 36,48                  |

Il collegio fu riconvocato in seguito alla morte del deputato Mazza il 29 giugno 1910.
| Partito                            | Partito                            | Candidato                          | Primo turno 24 luglio 1910 | Primo turno 24 luglio 1910 | Ballottaggio 31 luglio 1910 | Ballottaggio 31 luglio 1910 |
| Partito                            | Partito                            | Candidato                          | Voti                       | %                          | Voti                        | %                           |
| ---------------------------------- | ---------------------------------- | ---------------------------------- | -------------------------- | -------------------------- | --------------------------- | --------------------------- |
|                                    | Socialista                         | Antonino Campanozzi                | 694                        | 26,21                      | 1 479                       | 54,04                       |
|                                    | —                                  | Giovanni Villa                     | 738                        | 27,87                      | 1 258                       | 45,96                       |
|                                    | —                                  | Carlo Quartieroni                  | 469                        | 17,71                      |                             |                             |
|                                    | —                                  | Alfredo Mazza                      | 363                        | 13,71                      |                             |                             |
|                                    | —                                  | Giovanni Antonio Vanni             | 301                        | 11,37                      |                             |                             |
|                                    | —                                  | Adriano Bennicelli                 | 83                         | 3,13                       |                             |                             |
|                                    |                                    |                                    |                            |                            |                             |                             |
| Iscritti                           | Iscritti                           | Iscritti                           | 5 654                      | 100,00                     | 5 654                       | 100,00                      |
| ↳ Votanti (% su iscritti)          | ↳ Votanti (% su iscritti)          | ↳ Votanti (% su iscritti)          | 2 696                      | 47,68                      | 2 777                       | 49,12                       |
| ↳ Voti validi (% su votanti)       | ↳ Voti validi (% su votanti)       | ↳ Voti validi (% su votanti)       | 2 648                      | 98,22                      | 2 737                       | 98,56                       |
| ↳ Schede non valide (% su votanti) | ↳ Schede non valide (% su votanti) | ↳ Schede non valide (% su votanti) | 48                         | 1,78                       | 40                          | 1,44                        |
| ↳ Astenuti (% su iscritti)         | ↳ Astenuti (% su iscritti)         | ↳ Astenuti (% su iscritti)         | 2 958                      | 52,32                      | 2 877                       | 50,88                       |

### XXIV legislatura
Le votazioni si svolsero negli stessi 508 collegi uninominali già esistenti ma, come previsto dal regio decreto del 26 giugno 1913, era eletto al primo turno il candidato che «ha ottenuto un numero di voti maggiore del decimo del numero totale degli elettori del collegio e più della metà dei suffragi dati dai votanti» escludendo le schede nulle (art. 91). Se nessun candidato era eletto, al ballottaggio tra i due candidati con più voti (art. 92) era eletto chi otteneva il maggior numero di voti oppure, in caso di ugual numero di voti, il maggiore d'età (art. 93).
| Partito                            | Partito                            | Candidato                          | Primo turno 26 ottobre 1913 | Primo turno 26 ottobre 1913 | Ballottaggio 2 novembre 1913 | Ballottaggio 2 novembre 1913 |
| Partito                            | Partito                            | Candidato                          | Voti                        | %                           | Voti                         | %                            |
| ---------------------------------- | ---------------------------------- | ---------------------------------- | --------------------------- | --------------------------- | ---------------------------- | ---------------------------- |
|                                    | Associazione Nazionalista Italiana | Luigi Federzoni                    | 1 810                       | 31,15                       | 4 322                        | 52,75                        |
|                                    | Partito Socialista Italiano        | Antonino Campanozzi                | 1 800                       | 30,98                       | 3 872                        | 47,25                        |
|                                    | Partito Radicale Italiano          | Scipione Borghese                  | 1 784                       | 30,71                       |                              |                              |
|                                    | Partito Repubblicano Italiano      | Ercole Matteuzzi                   | 416                         | 7,16                        |                              |                              |
|                                    |                                    |                                    |                             |                             |                              |                              |
| Iscritti                           | Iscritti                           | Iscritti                           | 14 596                      | 100,00                      | 14 596                       | 100,00                       |
| ↳ Votanti (% su iscritti)          | ↳ Votanti (% su iscritti)          | ↳ Votanti (% su iscritti)          | 5 879                       | 40,28                       | 8 222                        | 56,33                        |
| ↳ Voti validi (% su votanti)       | ↳ Voti validi (% su votanti)       | ↳ Voti validi (% su votanti)       | 5 810                       | 98,83                       | 8 194                        | 99,66                        |
| ↳ Schede non valide (% su votanti) | ↳ Schede non valide (% su votanti) | ↳ Schede non valide (% su votanti) | 69                          | 1,17                        | 28                           | 0,34                         |
| ↳ Astenuti (% su iscritti)         | ↳ Astenuti (% su iscritti)         | ↳ Astenuti (% su iscritti)         | 8 717                       | 59,72                       | 6 374                        | 43,67                        |

### XXV legislatura
Le votazioni si svolsero in 54 collegi di lista. Come previsto dal regio decreto del 2 settembre 1919, il numero di eletti per ogni lista era calcolato sulla base dei voti di lista e sul numero di voti dei candidati al di fuori della propria lista; la graduatoria tra i candidati era calcolata sommando i voti di lista e i propri voti di preferenza sia nella lista sia fuori dalla lista (art. 84).
| Partito                            | Partito                                    | Risultati 16 novembre 1919 | Risultati 16 novembre 1919 | Risultati 16 novembre 1919 | Seggi | Seggi |
| Partito                            | Partito                                    | Voti                       | %                          | ±                          | Num   | ±     |
| ---------------------------------- | ------------------------------------------ | -------------------------- | -------------------------- | -------------------------- | ----- | ----- |
|                                    | Partito Popolare Italiano                  | 46 250                     | 26,22                      | n.d.                       | 4     | n.d.  |
|                                    | Partito Socialista Ufficiale               | 43 521                     | 24,67                      | n.d.                       | 4     | n.d.  |
|                                    | Liberale Democratico                       | 43 202                     | 24,49                      | n.d.                       | 4     | n.d.  |
|                                    | Liberale Nazionalista                      | 22 340                     | 12,66                      | n.d.                       | 2     | n.d.  |
|                                    | Fascio Repubblicano-Socialista-Combattenti | 21 080                     | 11,95                      | n.d.                       | 1     | n.d.  |
|                                    |                                            |                            |                            |                            |       |       |
| Iscritti                           | Iscritti                                   | 393 143                    | 100,00                     |                            |       |       |
| ↳ Votanti (% su iscritti)          | ↳ Votanti (% su iscritti)                  | 178 918                    | 45,51                      | n.d.                       |       |       |
| ↳ Voti validi (% su votanti)       | ↳ Voti validi (% su votanti)               | 176 393                    | 98,59                      |                            |       |       |
| ↳ Schede non valide (% su votanti) | ↳ Schede non valide (% su votanti)         | 2 525                      | 1,41                       |                            |       |       |
| ↳ Astenuti (% su iscritti)         | ↳ Astenuti (% su iscritti)                 | 214 225                    | 54,49                      |                            |       |       |

| Eletti | Eletti                         |
| ------ | ------------------------------ |
|        | Egilberto Martire              |
|        | Francesco Boncompagni Ludovisi |
|        | Filippo Meda                   |
|        | Amanto Di Fausto               |
|        | Giulio Volpi                   |
|        | Giovanni Monici                |
|        | Alceste Della Seta             |
|        | Domenico Marzi                 |
|        | Alfredo Baccelli               |
|        | Vincenzo Carboni               |
|        | Giorgio Guglielmi              |
|        | Raffaele Zegretti              |
|        | Luigi Federzoni                |
|        | Gioacchino Mecheri             |
|        | Attilio Susi                   |

### XXVI legislatura
Le votazioni si svolsero in 40 collegi (39 di lista e uno uninominale) con la normativa del 1919 che per i collegi di lista stabiliva il numero di eletti per ogni lista sulla base dei voti di lista e sul numero di voti dei candidati al di fuori della propria lista.
| Partito                            | Partito                            | Risultati 15 maggio 1921 | Risultati 15 maggio 1921 | Risultati 15 maggio 1921 | Seggi | Seggi |
| Partito                            | Partito                            | Voti                     | %                        | ±                        | Num   | ±     |
| ---------------------------------- | ---------------------------------- | ------------------------ | ------------------------ | ------------------------ | ----- | ----- |
|                                    | Unione Nazionale                   | 84 363                   | 41,71                    | n.d.                     | 7     | n.d.  |
|                                    | Partito Socialista Ufficiale       | 50 635                   | 25,04                    | n.d.                     | 4     | n.d.  |
|                                    | Partito Popolare italiano          | 44 712                   | 22,11                    | n.d.                     | 3     | n.d.  |
|                                    | Partito Repubblicano               | 12 743                   | 6,30                     | n.d.                     | 1     | n.d.  |
|                                    | Partito Comunista                  | 8 400                    | 4,15                     | n.d.                     | —     | n.d.  |
|                                    | Partito Della Vittoria             | 1 402                    | 0,69                     | n.d.                     | —     | n.d.  |
|                                    |                                    |                          |                          |                          |       |       |
| Iscritti                           | Iscritti                           | 401 622                  | 100,00                   |                          |       |       |
| ↳ Votanti (% su iscritti)          | ↳ Votanti (% su iscritti)          | 205 107                  | 51,07                    | n.d.                     |       |       |
| ↳ Voti validi (% su votanti)       | ↳ Voti validi (% su votanti)       | 202 255                  | 98,61                    |                          |       |       |
| ↳ Schede non valide (% su votanti) | ↳ Schede non valide (% su votanti) | 2 852                    | 1,39                     |                          |       |       |
| ↳ Astenuti (% su iscritti)         | ↳ Astenuti (% su iscritti)         | 196 515                  | 48,93                    |                          |       |       |

| Eletti | Eletti                         |
| ------ | ------------------------------ |
|        | Luigi Federzoni                |
|        | Gelasio Caetani                |
|        | Giorgio Guglielmi              |
|        | Raffaele Zegretti              |
|        | Alfredo Rocco                  |
|        | Vincenzo Carboni               |
|        | Giuseppe Bottai                |
|        | Giulio Volpi                   |
|        | Giovanni Monici                |
|        | Carlo De Angelis               |
|        | Giuseppe Sardelli              |
|        | Egilberto Martire              |
|        | Amanto Di Fausto               |
|        | Francesco Boncompagni Ludovisi |
|        | Giovanni Conti                 |